# Голозинци
Голозинци (мкд. Голозинци) су насеље у Северној Македонији, у средишњем државе. Голозинци припадају општини Чашка.

## Географија
Голозинци су смештени у средишњем делу Северне Македоније. Од најближег већег града, Велеса, насеље је удаљено 18 km југозападно.
Насеље Голозинци се налази у историјској области Грохот. Насеље је смештено у долини реке Тополке. Западно од насеља издиже се планина Јакупица. Надморска висина насеља је приближно 290 метара.
Месна клима је измењена континентална са значајним утицајем Егејског мора (жарка лета).

## Становништво
Голозинци су према последњем попису из 2002. године имали 43 становника.
Према истом попису претежно становништво у насељу су етнички Македонци (100%).
Већинска вероисповест је православље.